# Juan Bautista Spotorno

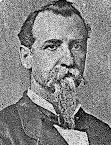
Präsident der Republik Kuba J.B. Spotorno (1875–1876)

Juan Bautista Spotorno Georovich (* 13. September 1832 in Trinidad, Kuba; † 29. Oktober 1917 ebenda) war ein kubanischer Oberst im Zehnjährigen Krieg und Präsident der kubanischen „Republik in Waffen“ zwischen Juni 1875 und März 1876.

## Leben
Juan Bautista Spotorno wuchs in einer italienischstämmigen Familie in Trinidad auf, deren Name auf den ligurischen Küstenort Spotorno zurückgeht. Als Kind wurde er zu Bildungszwecken nach Italien und später in die USA geschickt. In den USA begann er ein Medizinstudium, das er jedoch nicht abschloss, sondern sich stattdessen dem Handel widmete und in seine Heimat zurückkehrte.
Ab 1863 war er Stadtrat von Trinidad und Leiter der ersten Kavallerie der spanischen Miliz. Am 24. Februar 1870 wurde er zum Oberst befördert. Im Jahr 1871 ging er in die Provinz Puerto Príncipe und folgte dem Generalmajor Ignacio Agramonte. Im Jahr 1873 wurde er ins Repräsentantenhaus von Las Villas gewählt.
Als Folge des Rücktritts von Salvador Cisneros Betancourt wurde Spotorno am 29. Juni 1875 sein Nachfolger als Interimspräsident der Republik in Waffen, einer aufständischen Gegenregierung in Kuba. Am 21. März 1876 gab er das Präsidentenamt auf und kehrte ins Repräsentantenhaus zurück.
Nach dem Krieg wurde er Mitglied der Liberalen Partei und kämpfte auch im Krieg 1895 für die Unabhängigkeit Kubas.